# Щербаков, Алексей Михайлович
Алексе́й Миха́йлович Щербако́в (род. 1982, Рубцовск) — российский боксёр, представитель средней весовой категории. Выступал за сборную России по боксу в середине 2000-х годов, четырёхкратный чемпион мира среди полицейских, многократный призёр национальных первенств, победитель турниров всероссийского и международного значения. На соревнованиях представлял Новосибирскую область, мастер спорта России международного класса.

## Биография
Алексей Щербаков родился в 1982 году в городе Рубцовске Алтайского края. Окончил Сибирский государственный университет путей сообщения.
Активно заниматься боксом начал с раннего детства, является представителем рубцовской школы бокса. В начале 2000-х годов переехал жить и тренироваться в Новосибирск под руководством заслуженного тренера России Юрия Викторовича Емельянова.
Впервые заявил о себе в 2000 году, выиграв бронзовую медаль на чемпионате России среди юниоров в Саратове. Год спустя получил бронзу на зимнем всероссийском первенстве «Олимпийские надежды».
Первого серьёзного успеха на взрослом всероссийском уровне добился в сезоне 2004 года, когда на чемпионате России в Самаре завоевал в зачёте средней весовой категории бронзовую медаль. В следующем сезоне на аналогичных соревнованиях в Магнитогорске Щербаков сумел дойти до финала, из-за высокой температуры не смог выйти в ринг, и победу одержал из-за неявки соперника Сергей Ковалёв, будущий известный боксер-профессионал. Он вошёл в состав российской национальной сборной и выступил на Всемирных играх полицейских и пожарных в Квебеке, откуда привёз награду золотого достоинства.
На чемпионате России 2006 года в Ханты-Мансийске Алексей Щербаков вновь взял бронзу, уступив в полуфинале Дмитрию Башкатову из Иркутска. Также добавил в послужной список серебряную награду, выигранную на чемпионате мира среди студентов в Алма-Ате. Впоследствии ещё в течение нескольких лет оставался действующим спортсменом, успешно выступал на различных ведомственных соревнованиях МВД РФ, в общей сложности четыре раза становился чемпионом мира среди полицейских. В 2008 году на международном турнире «Странджа» в Болгарии на стадии четвертьфиналов встретился с известным британским боксёром Джеймсом Дигейлом, будущим олимпийским чемпионом и чемпионом мира среди профессионалов, и проиграл ему со счётом 17:19. За выдающиеся спортивные достижения был удостоен почётного звания «Мастер спорта России международного класса».
После завершения спортивной карьеры в 2014 году уволился из МВД и занялся тренерской деятельностью.
В 2015 году был арестован за сбыт фальшивых пятитысячных купюр, подозревался в организации преступной группы фальшивомонетчиков.